# Universität von San Carlos

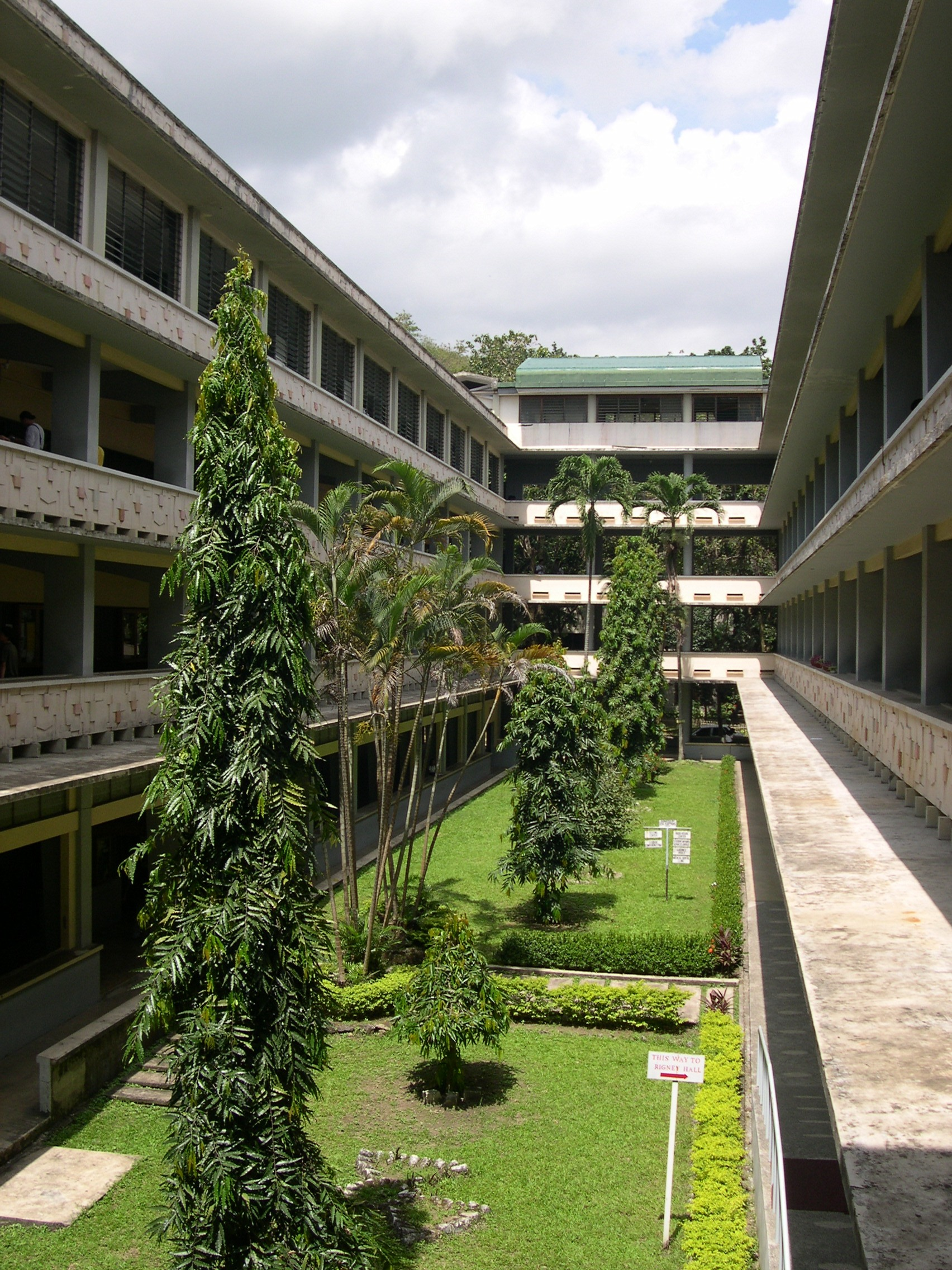
Universität von San Carlos (Talamban Campus)

Die Universität von San Carlos (USC) (lateinisch Universitas Sancti Caroli; Tagalog Unibersidad ng San Carlos) ist eine 1595 gegründete katholische Privatuniversität in Cebu City, Philippinen.

## Geschichte
Die Ciudad de Cebu wurde 1565 als erste spanische Siedlung auf den Philippinen gegründet. Die Schule wurde in der Folge am 1. August 1595 als Colegio de San Ildefonso durch die spanischen Jesuiten Antonio Sedeno, Pedro Chirino und Antonio Pereira gegründet. 1769 wurden die Jesuiten durch den spanischen Staat vertrieben. Das Kollegium firmierte ab 1783 als Colegio de San Carlos unter der Leitung des Dominikanerordens, später der Vinzentiner. Seit 1935 wird die Hochschule von den Steyler Missionaren (SVD) geleitet. Nach der kriegsbedingten Schließung im Zweiten Weltkrieg erhielt die Hochschule 1948 die Rechte einer Universität. 1970 wurde Amante Castillo SVD der erste von den Philippinen stammende Präsident der USC.

## Gliederung
Die Hochschule besteht aus acht Fakultäten und 27 Abteilungen:
- Juristische Fakultät
- Fakultät der Künste und der Wissenschaften
- Fakultät für Krankenpflege
- Wirtschaftswissenschaftliche Fakultät
- Fakultät für Bildungswissenschaften
- Fakultät für Ingenieurwissenschaften
- Fakultät für Pharmazie
- Fakultät für Architektur und angewandte Kunst